# Kamienica przy Rynku 18 we Wrocławiu
Kamienica, Rynek 18, nazywana również kamienicą „Apteka pod Ratuszem” – kamienica na wrocławskim rynku, na jego południowej pierzei, tzw. stronie Złotego Pucharu. Jedna z najbardziej dekoracyjnych kamienic we Wrocławiu.

## Historia kamienicy i jej architektura

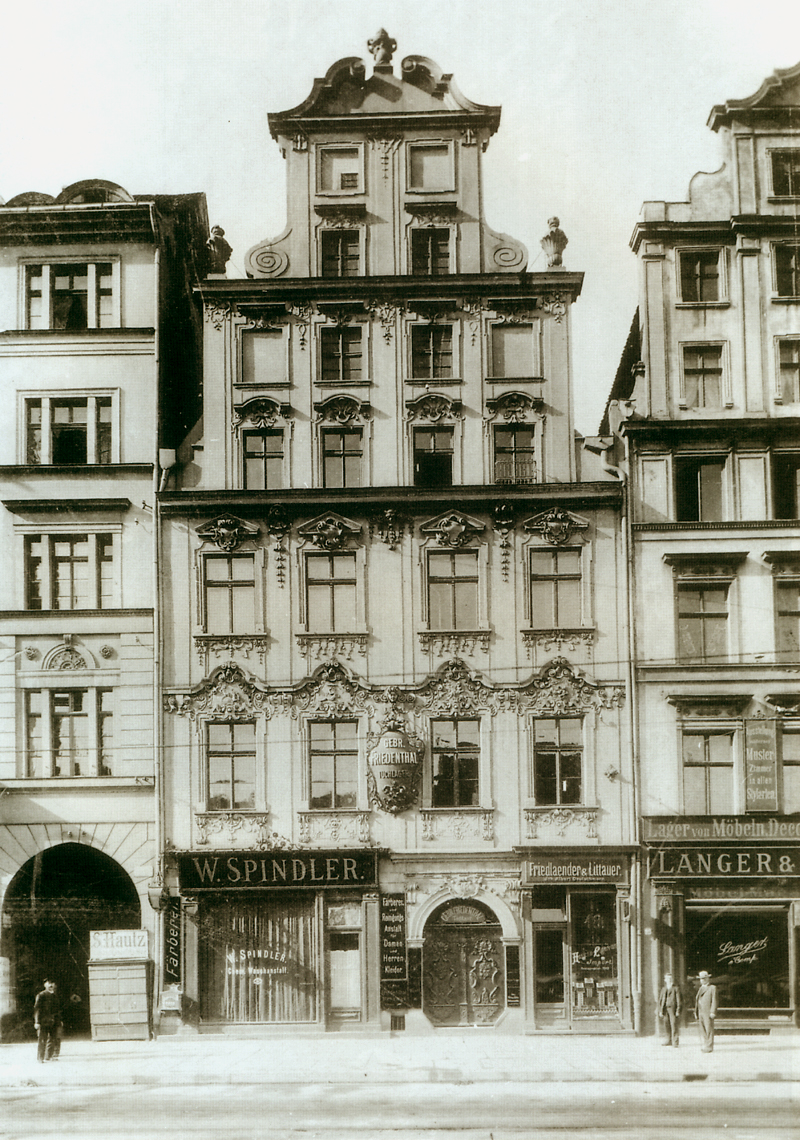
Kamienica nr 18, elewacja frontowa, lata 1900–1910

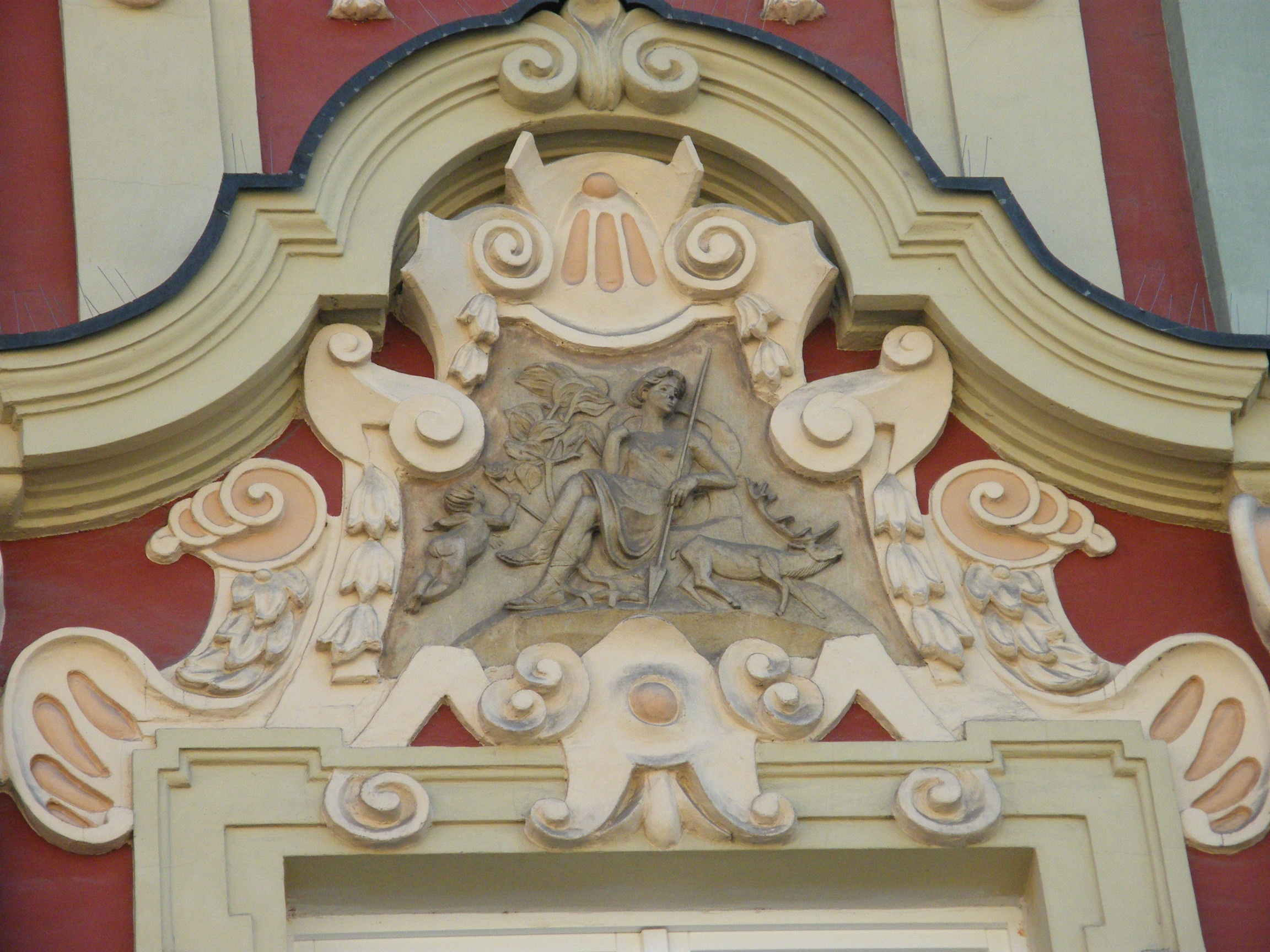
Jedna z płaskorzeźb znajdujących się nad oknem z przedstawiające jedno z czterech pór dnia lub jedną z czterech pór roku

W średniowieczu na tej posesji stały prawdopodobnie dwa domy dwuosiowe. W XIV wieku w dwóch pomieszczeniach frontowych wykonano sklepienie sieciowe. Pod koniec pierwszej połowy XVIII wieku lub po 1737 roku (według niemieckiego konserwatora Rudolfa Steina) elewacja kamienicy została przebudowana na styl barokowy (według profesora Olgierda Czernera była to jedna z najbogatszych fasad z okresu baroku we Wrocławiu). Fasada miała szerokość czterech osi okiennych, przy czym po prawej stronie umieszczono portal. Część parterowa została wyboniowana. Pozostała część budynku nie uległa zmianom, o czym świadczy pozostawienie klatki schodowej poza tylną ścianą kamienicy.
Pod koniec XIX wieku w kamienicy znajdował się Dom braci Friedenthal. W pierwszych dekadach XX wieku w kamienicy znajdował się m.in. sklep perfumeryjny (ok. 1923), firmowy sklep fabryki konfitur Makowskiego czy też sklep z galanterią damską i męską.

### Właściciele i postacie związane z kamienicą
Od 1399 do 1452 roku kamienica należała do Hildebranda z Brzegu (do 1420) oraz jego spadkobierców, żony Margarethe (do 1429) i kolejnych pokoleń: córki Weroniki i jej męża Nicolasa Creydeler (Kreidelera). Kreidelera w latach 1430-1433, był właścicielem innej kamienicy znajdującej się przy tej samej pierzei (Rynek 24). Sam wywodził się z Wrocławia i należał do sfery pospólstwa. Po jego śmierci Weronika ponownie wyszła za mąż, za Theophila Tyme. Oboje posiadali liczne nieruchomości, w tym słodownię, domy czynszowe, ogród na Wygonie Świdnickim oraz komorę w sukiennicach. W 1449 roku kamienica została przekazana ich córce Katarzynie i synowi Niclasowi, który sprzedał swoje udziały siostrze za szesnaście grzywien czynszu. W 1450 kamienice dodatkowo obciążono dwunastoma grzywnami aż ostatecznie w 1452 sprzedano ją kupcowi Hansowi Holikro. Holikro w 1460 nabył przy północnej pierzei Rynku, kamienicę Pod Złotą Kotwicą; właścicielem kamienicy nr 18 był do śmierci w 1468. Przez kolejne cztery lata kamienica znajdowała w reękach jego spadkobierców i wierzycieli. W 1472 roku samodzielnym właścicielem posesji nr 18 został Michael Feldshalbe. W 1474 chciał on zawrzeć porozumienie z ówczesnym właścicielem kamienicy nr 19, Hansem Krapfem dotyczące wzniesienia przypór łukowych nad dzielącą ich uliczką i łącznika, który miał być przez niego użytkowany. Plany te z powodów finansowych nie zostały zrealizowane. W 1475 kamienica została sprzedana Niklasowi i Katarzynie Hunermann a ci, sprzedali prawa do przypór pod oficynę Krapfowi. Aneks nad uliczką św. Doroty od tego czasu należał do właścicieli kamienicy nr 19. Niklas Hunermann był w latach 1485-1486 prowizorem szpitala Św. Barbary. Pomiędzy 1487 a 1488 był właścicielem kamienicy nr 41 przy wschodniej pierzei Rynku. Po jego śmierci, pieczę nad kamienicą i majątkiem do 1492 roku miała jego żona Katarzyna, która była również właścicielką bogatego kramu i innej posesji przy ulicy Św. Wojciecha.
Od 1492 nowym właścicielem kamienicy został kupiec Crisoff Scholcz (Schulz), w latach 1486-1494 właściciele kamienicy nr 38. W 1671 roku kamienicę nabył Samuel Schafft. Od 1726 roku kamienica należała do Christopha Gottharda von Kreckwitza, właściciela wsi Wielowsi i fundatora pałacu w niej stojącego (obecnie w stanie ruiny).
W pierwszej połowie XIX wieku właścicielem kamienicy był kupiec Röhlicki, a od 1825 roku kupiecka rodzina Friedenthalów, których przedstawicielami był radny Breslau, Carl Nicolas Friedenthal oraz Karl Rudolf Friedenthal.

## Po II wojnie światowej
Podczas działań wojennych w 1945 roku kamienica uległa całkowitemu zniszczeniu. Prace odbudowy rozpoczęły się w 1952 roku, a zakończyły w 1955. Kamienica została odbudowana na podstawie planów Rudolfa Steina; przywrócono jej późnobarokową, bardzo bogatą w detale elewację z drugiej połowy XVIII wieku. Pieczę nad rekonstrukcją i pracami konserwatorskimi powierzono architektowi lwowskiemu Wincentemu Rawskiemu, siostrzeńcowi Wincentego Rawskiego i wrocławskiemu architektowi Waldemarowi Połoczaninowi.
Kamienica liczy trzy kondygnacje, dwie mieszkalne kondygnacje poddasza i dwukondygnacyjny strych oraz piwnicę. Czteroosiowy budynek pokryty jest dwuspadowym dachem w układzie szczytowym; budynek przedzielony jest dwoma traktami. Najbardziej dekoracyjna część kamienicy, elewacja frontowa, ozdobiona została bogatą dekoracją sztukatorską. Elewacja została wyraźnie podzielona na parterową część handlową, część mieszkalną (II i III piętro) oraz na kondygnacje strychowe i część szczytową ozdobioną wolutami i centralną wazą. Okna kamienicy zostały otoczone profilowanymi opaskami z uszakami. Naczółki okien pierwszego piętra tworzą równocześnie falisty gzyms, co według architekta profesora Wojciecha Brzezowskiego może wskazywać na wzorowanie się ówczesnego projektanta na architekturze saksońskiej. W nadokiennikach tej kondygnacji umieszczono sztukatorskie przedstawienia: wg Steina czterech pór dnia, zaś wg profesora Olgierda Czernera czterech pór roku. Między oknami znajdują się pilastry ozdobione wolutami, ornamentem cekinowym, dzwoneczkami i wizerunkami kobiecych oraz męskich twarzy. Nad oknami trzeciej kondygnacji znajdowały się trójkątne nadokienniki o przerwanych podstawach i wypełnione były dekoracją rzeźbiarską. Czterokondygnacyjny szczy kamienicy podzielony był gzymsem na dwie części. W pierwszej dolnej, dwukondygnacyjnej, umieszczono pilastry międzyokienne; w drugiej pomiędzy dwoma oknami również umieszczono pilaster a po obu stronach okna ślimacznice. Całość wieńczył tympanon zakończony esownicami, które u szczytu nie łączyły się, ale tworzyły podstawę dla wazonu. Wejście do kamienicy zostało odtworzone na podstawie rysunków A. Erlicha sprzed 1921 roku.
Po 1945 roku na parterze mieściła się apteka Cefarmu; obecnie w kamienicy znajduje się Apteka Pod Ratuszem, od nazwy której cała kamienica jest potocznie nazywana, oraz kwiaciarnia.